# Liste der Kulturdenkmale in der Braunschweiger Altstadt
Die Liste der Kulturdenkmale in der Braunschweiger Altstadt umfasst einen Teil der Kulturdenkmale in der Braunschweiger Altstadt im Stadtbezirk Innenstadt, größtenteils basierend auf dem Braunschweiger Leit- und Informationssystem BLIK und Veröffentlichungen der Denkmalschutzbehörde Braunschweig.

## Kulturdenkmale

### A–G
| Bild                            | Bezeichnung                              | Lage                          | Beschreibung | Bauzeit | Eingetragen seit | Denkmal- nummer |
| ------------------------------- | ---------------------------------------- | ----------------------------- | --- | ------- | ---------------- | --------------- |
| weitere Bilder                  | Achtermannsches Haus                     | Reichsstraße 3 Karte          | Renaissance-Bau mit Renaissance-Portal und Erker mit Figur des heiligen Georg. 1630 Umbau. Steinbau, der ursprünglich ein Fachwerkobergeschoss besaß. Im Zweiten Weltkrieg beschädigt und 1948 vereinfachter Wiederaufbau ohne Fachwerk. |         |                  |                 |
| Ägidienmarkt 6                  | Ägidienmarkt 6                           | Ägidienmarkt 6                | |         |                  |                 |
| Ägidienmarkt 13                 | Ägidienmarkt 13                          | Ägidienmarkt 13               | Renaissance-Portal 15./16. Jahrhundert |         |                  |                 |
| weitere Bilder                  | Allgemeiner Konsumverein                 | Hinter Liebfrauen 2           | |         |                  |                 |
| weitere Bilder                  | Alte Waage                               | Alte Waage 15 Karte           | |         |                  |                 |
| weitere Bilder                  | Altstadtrathaus                          | Altstadtmarkt                 | |         |                  |                 |
| Gründerzeithaus, Am Magnitor 7A | Gründerzeithaus, Am Magnitor 7A          | Am Magnitor 7A Karte          | 1894 errichtetes Gründerzeithaus mit vier Geschossen. Putz- und Ziegelfassade. | 1894    |                  |                 |
| weitere Bilder                  | Auctorhaus                               | Ägidienmarkt 11               | |         |                  |                 |
| weitere Bilder                  | Auguststraße 6–8                         | Auguststraße 6–8              | |         |                  |                 |
| Auguststraße 17                 | Auguststraße 17                          | Auguststraße 17               | |         |                  |                 |
| weitere Bilder                  | Autorshof                                |                               | |         |                  |                 |
| Bankhaus                        | Bankhaus                                 | Friedrich-Wilhelm-Platz Karte | |         |                  |                 |
| weitere Bilder                  | Bankhaus Löbbecke & Co                   | An der Martinikirche 4        | |         |                  |                 |
| weitere Bilder                  | Bartholomäuskirche                       | Karte                         | |         |                  |                 |
| weitere Bilder                  | Berliner Hof                             | Damm 4 Karte                  | Der Berliner Hof, Thüringer Hof oder das Magazin zum Pfau ist ein gotisches Fachwerkhaus aus dem 16. Jahrhundert. Es wurde um 1530 als Bürgerhaus während der Übergangsphase von der Spätgotik zur Renaissance errichtet. Mehrfach umgebaut, so wurde 1830 ein Schnitzwerk entfernt und 1870 statt der Durchfahrt mit Diele Läden eingebaut.                       |         |                  |                 |
| weitere Bilder                  | Brüdernkirche                            |                               | |         |                  |                 |
| weitere Bilder                  | Burg Dankwarderode                       | Burgplatz 4 Karte             | |         |                  |                 |
| weitere Bilder                  | Bürgerhaus Ackerhof 2                    | Ackerhof 2                    | |         |                  |                 |
| Bürgerhaus                      | Bürgerhaus                               | Am Magnitor 6                 | |         |                  |                 |
| Bürgerhaus                      | Bürgerhaus                               | Am Magnitor 9 Karte           | Fachwerkhaus aus dem späten 18. Jahrhundert. 1866 wurde ein drittes Geschoss aufgesetzt. |         |                  |                 |
| Bürgerhaus                      | Bürgerhaus                               | Am Magnitor 10/11             | Dreigeschossiges Wohn- und Geschäftshaus in Fachwerkbauweise mit reicher Schnitzornamentik. Errichtet 1590. | 1590    |                  |                 |
| Bürgerhaus                      | Bürgerhaus                               | Burgplatz                     | |         |                  |                 |
| weitere Bilder                  | Bürgerhaus Echternstraße 17              | Echternstraße 17 Karte        | Zweigeschossiges Haus im Fachwerkstil mit Schwellenschmuck. Errichtet um 1600. | um 1600 |                  |                 |
| Bürgerhaus Eiermarkt            | Bürgerhaus Eiermarkt                     | Eiermarkt                     | |         |                  |                 |
| Bürgerhaus                      | Bürgerhaus                               | Hinter der Magnikirche 1      | |         |                  |                 |
| weitere Bilder                  | Bürgerhaus                               | Hinter der Magnikirche 5      | |         |                  |                 |
| Bürgerhaus                      | Bürgerhaus                               | Vor der Burg                  | |         |                  |                 |
| weitere Bilder                  | Bürgerhaus Haverlandt                    | Alte Knochenhauerstraße 13    | |         |                  |                 |
| Bürgerhaus Witten               | Bürgerhaus Witten                        | Alte Knochenhauerstraße       | |         |                  |                 |
| Bürgerhäuser                    | Bürgerhäuser                             | Lessingplatz                  | |         |                  |                 |
| Bürgerhäuser                    | Bürgerhäuser                             | Ritterstraße                  | |         |                  |                 |
| weitere Bilder                  | Christentum-Säule                        | Ruhfäutchenplatz              | |         |                  |                 |
| weitere Bilder                  | Dom St. Blasii                           | Burgplatz 5 Karte             | |         |                  |                 |
| weitere Bilder                  | Dompredigerhaus                          | Vor der Burg 1 Karte          | Erbaut 1798 nach einem Entwurf des Baumeisters Heinrich Ludwig Rothermundt im klassizistischen Stil. |         |                  |                 |
| weitere Bilder                  | Echternstraße 8                          | Echternstraße 8 Karte         | Fachwerkhaus. Nach Untersuchung der Hölzer Ursprungsbau vom Ende des 14. Jahrhunderts. Heutige Fassadengestaltung aus dem 19. Jahrhundert. |         |                  |                 |
| weitere Bilder                  | Flebbe-Haus                              | Bohlweg 1 Karte               | Erbaut von 1950 bis 1954. |         |                  |                 |
| weitere Bilder                  | Frühlingshotel                           | Bankplatz 7 Karte             | Viergeschossiger Eckbau im Neorenaissancestil mit Putzfassade. Der Kernbau entstand von 1870 bis 1880, 1889 wurde das Gebäude nach dem Durchbruch der Brabandtstraße zum Bankplatz erweitert. |         |                  |                 |
| weitere Bilder                  | Fürstliche Kammer                        | An der Martinikirche 7 Karte  | |         |                  |                 |
| weitere Bilder                  | Garnisonschule                           |                               | |         |                  |                 |
| weitere Bilder                  | Gewandhaus                               |                               | |         |                  |                 |
| weitere Bilder                  | Gördelingerstraße 7                      | Gördelingerstraße 7           | |         |                  |                 |
| weitere Bilder                  | Großes Waisenhaus Beatae Mariae Virginis | Hinter Liebfrauen 1A          | Ehemaliges Waisenhaus. Das Große Waisenhaus erlitt 1944 große Kriegsschäden, erhalten blieb durch Wiederaufbau der Hauptflügel entlang der Straße Hinter Liebfrauen, der von 1784 bis 1787 nach Plänen des Hofbaumeisters C.C.W. Fleischer errichtet wurde. Schmuckloser zweigeschossiger Putzbau mit 25 Fensterachsen und einem breiten Mittelrisalit mit Giebel. |         |                  |                 |
| Grundriss St. Ulrici            | Grundriss St. Ulrici                     | Kohlmarkt Karte               | Der Grundriss der ehemaligen Kirche St. Ulrici (1244–1588) auf dem Kohlmarkt, eingearbeitet mit verschiedenen Steinen in das Pflaster des Platzes |         |                  |                 |
| Güldenstraße 5                  | Güldenstraße 5                           | Güldenstraße 5 Karte          | Wohnhaus aus Fachwerk im klassizistischen Stil aus dem 18. Jahrhundert, das einen Massivbau imitiert. |         |                  |                 |

### H–Z
| Bild                        | Bezeichnung                                                       | Lage                              | Beschreibung | Bauzeit | Eingetragen seit | Denkmal- nummer |
| --------------------------- | ----------------------------------------------------------------- | --------------------------------- | --- | ------- | ---------------- | --------------- |
| weitere Bilder              | Handelskammergebäude                                              | Brabandtstraße 11                 | |         |                  |                 |
| weitere Bilder              | Haus Anker                                                        | Friedrich-Wilhelm-Straße 51       | |         |                  |                 |
| weitere Bilder              | Haus von der Heyde                                                | Heydenstraße                      | |         |                  |                 |
| weitere Bilder              | Haus zu den sieben Türmen                                         | Karte                             | |         |                  |                 |
| weitere Bilder              | Haus zum Stern                                                    | Kohlmarkt 2                       | |         |                  |                 |
| weitere Bilder              | Haus zur Hanse                                                    | Güldenstraße 7 Karte              | Haus des Knochenhauers Cyriacus Haverland. Woltersches Brauhaus. Fachwerkhaus in Renaissancestil aus dem 16. Jahrhundert. 1869 fand eine Modernisierung mit Erneuerung des Fassadenschmucks statt. 1895 wurde ein Erweiterungsbau mit Saal nach Westen erbaut. |         |                  |                 |
| weitere Bilder              | Haus zur Rose                                                     | Kohlmarkt 1                       | |         |                  |                 |
| weitere Bilder              | Haus zur Sonne                                                    | Kohlmarkt 19                      | |         |                  |                 |
| weitere Bilder              | Heinrichsbrunnen                                                  | Hagenmarkt Karte                  | |         |                  |                 |
| Hofanlage                   | Hofanlage                                                         | Herrendorftwete                   | |         |                  |                 |
| weitere Bilder              | Hotel „Deutsches Haus“                                            |                                   | |         |                  |                 |
| weitere Bilder              | Hotel Monopol                                                     | Friedrich-Wilhelm-Platz 4         | |         |                  |                 |
| weitere Bilder              | Huneborstelsches Haus                                             |                                   | |         |                  |                 |
| weitere Bilder              | Jakob-Kemenate                                                    |                                   | |         |                  |                 |
| weitere Bilder              | Jakobskirche                                                      | Karte                             | |         |                  |                 |
| weitere Bilder              | Justizgebäude                                                     | Münzstraße                        | |         |                  |                 |
| Jüdisches Gemeindehaus      | Jüdisches Gemeindehaus                                            |                                   | |         |                  |                 |
| weitere Bilder              | Kemenate Hagenbrücke                                              | Hagenbrücke 5 Karte               | Steinhaus aus dem 13. Jahrhundert, das ursprünglich das Hintergebäude eines Fachwerkbaus war. Erbaut aus Rogenstein, verändert und erweitert im 17. Jahrhundert. Beschädigung im Zweiten Weltkrieg, kurz darauf als Wohngebäude wieder aufgebaut.              |         |                  |                 |
| weitere Bilder              | Kemenate Reichsstraße                                             | Reichsstraße 36 Karte             | |         |                  |                 |
| weitere Bilder              | Knobbesches Haus                                                  |                                   | |         |                  |                 |
| weitere Bilder              | Kohlmarkt 3                                                       | Kohlmarkt 3                       | |         |                  |                 |
| weitere Bilder              | Kohlmarkt 4                                                       | Kohlmarkt 4                       | |         |                  |                 |
| weitere Bilder              | Kohlmarkt 5                                                       | Kohlmarkt 5                       | |         |                  |                 |
| Kohlmarkt 6                 | Kohlmarkt 6                                                       | Kohlmarkt 6                       | |         |                  |                 |
| Kohlmarkt 7                 | Kohlmarkt 7                                                       | Kohlmarkt 7                       | Um 1800 errichtetes Fachwerkhaus, 1880 auf vier Geschosse aufgestockt und verputzt. 1912 im Jugendstil umgestaltete Fassade. |         |                  |                 |
| weitere Bilder              | Kohlmarkt 8                                                       | Kohlmarkt 8                       | |         |                  |                 |
| weitere Bilder              | Kohlmarkt 9                                                       | Kohlmarkt 9                       | |         |                  |                 |
| weitere Bilder              | Kohlmarkt 10                                                      | Kohlmarkt 10                      | |         |                  |                 |
| Kohlmarkt 18                | Kohlmarkt 18                                                      | Kohlmarkt 18                      | |         |                  |                 |
| weitere Bilder              | Kohlmarktbrunnen                                                  | Kohlmarkt                         | Errichtet 1868. |         |                  |                 |
| weitere Bilder              | Konventsgebäude                                                   | Schützenstraße / Alter Zeughof    | |         |                  |                 |
| weitere Bilder              | Kreuzgang und Konventsräume                                       |                                   | |         |                  |                 |
| weitere Bilder              | Landschaftliches Haus                                             |                                   | |         |                  |                 |
| Langedammstraße 12          | Langedammstraße 12                                                | Langedammstraße 12 Karte          | Dreigeschossiges klassizistisches Fachwerkhaus, erbaut um 1800. Ladeneinbauten im Erdgeschoss 1902. |         |                  |                 |
| weitere Bilder              | Leisewitz-Haus                                                    | Ägidienmarkt 12                   | Pfarrhaus von St. Aegidien. |         |                  |                 |
| weitere Bilder              | Lessingdenkmal                                                    | Lessingplatz Karte                | |         |                  |                 |
| weitere Bilder              | Liberei                                                           |                                   | |         |                  |                 |
| weitere Bilder              | Löwenbrunnen                                                      |                                   | |         |                  |                 |
| weitere Bilder              | Löwenstandbild                                                    | Burgplatz Karte                   | |         |                  |                 |
| Magnikirchstraße 5          | Magnikirchstraße 5                                                | Magnikirchstraße 5 Karte          | Zweigeschossiges Fachwerkhaus, errichtet um 1750. |         |                  |                 |
| Magnikirchstraße 6          | Magnikirchstraße 6                                                | Magnikirchstraße 6 Karte          | Zweigeschossiges, neunachsiges Fachwerkhaus, errichtet um 1730. |         |                  |                 |
| weitere Bilder              | Marienbrunnen                                                     | Altstadtmarkt Karte               | |         |                  |                 |
| weitere Bilder              | Methfesselhaus                                                    | Am Magnitor 7 Karte               | Spätbarockes Bürgerhaus, an der Seite Gedenkstein für Albert Methfessel |         |                  |                 |
| weitere Bilder              | Michaelishof                                                      |                                   | Studentenwohnanlage |         |                  |                 |
| weitere Bilder              | Ministerialgebäude mit Finanzbehördenhaus                         |                                   | |         |                  |                 |
| weitere Bilder              | Oberpostdirektion                                                 | Friedrich-Wilhelm-Straße          | |         |                  |                 |
| Fachwerkhaus                | Fachwerkhaus                                                      | Ölschlägern 12 Karte              | Dreigeschossiges Fachwerkhaus aus der ersten Hälfte des 19. Jahrhunderts. |         |                  |                 |
| Geschäftshaus               | Geschäftshaus                                                     | Ölschlägern 16 Karte              | Fachwerkhaus von 1726, 1865 Aufstockung um ein Geschoss. 1888 wurden im Erdgeschoss Schaufenster und Gusssäulen eingebaut. |         |                  |                 |
| weitere Bilder              | Paulinerchor                                                      |                                   | |         |                  |                 |
| Pfarrhaus von St. Magni     | Pfarrhaus von St. Magni                                           | Hinter der Magnikirche 7          | |         |                  |                 |
| weitere Bilder              | Pfarrhaus von St. Ulrici                                          | Hinter der Magnikirche 4          | An die Straße Hinter der Magnikirche versetztes Fachwerkgebäude. |         |                  |                 |
| weitere Bilder              | Pfarrwitwenhaus                                                   |                                   | |         |                  |                 |
| weitere Bilder              | Polizeidirektion                                                  | Münzstraße                        | |         |                  |                 |
| weitere Bilder              | Portal der Martinsschule                                          | Breite Straße 3–4                 | |         |                  |                 |
| weitere Bilder              | Prinzenweg 6                                                      | Prinzenweg 6 Karte                | Gotisches Fachwerkhaus aus dem 16. Jahrhundert. Fünfspannig mit Zwerchhaus aus dem späten 18. Jahrhundert. |         |                  |                 |
| weitere Bilder              | Prinzenweg 9                                                      | Prinzenweg 9 Karte                | |         |                  |                 |
| weitere Bilder              | Rathaus                                                           | Platz der Deutschen Einheit Karte | Der Ratssitzungssaal ist ebenfalls denkmalgeschützt. |         |                  |                 |
| weitere Bilder              | Renaissanceportal An der Martinikirche 1                          | An der Martinikirche 1            | |         |                  |                 |
| weitere Bilder              | Renaissanceportal Gördelingerstraße 43                            | Gördelingerstraße 43              | |         |                  |                 |
| weitere Bilder              | Renaissanceportal Opfertwete                                      | Opfertwete                        | |         |                  |                 |
| weitere Bilder              | Renaissanceportal Turnierstraße                                   | Turnierstraße 2 Karte             | Bürgerhaus mit Portal aus der ersten Hälfte des 17. Jahrhunderts |         |                  |                 |
| weitere Bilder              | Rüninger Zollhaus                                                 |                                   | |         |                  |                 |
| weitere Bilder              | Schuhstraße 1/2                                                   | Schuhstraße 1/2 Karte             | Ursprünglich zwei im 18. Jahrhundert zu einem Gebäude zusammengefasste Fachwerkhäuser im klassizistischen Stil. |         |                  |                 |
| weitere Bilder              | Schuhstraße 3                                                     | Schuhstraße 3 Karte               | Fachwerkhaus aus der zweiten Hälfte des 18. Jahrhunderts. |         |                  |                 |
| weitere Bilder              | Spohrhaus                                                         | Spohrplatz 7 Karte                | |         |                  |                 |
| Spohrplatz                  | Spohrplatz                                                        | Spohrplatz Karte                  | |         |                  |                 |
| weitere Bilder              | St. Aegidien                                                      | Karte                             | Katholische Pfarrkirche |         |                  |                 |
| weitere Bilder              | St. Andreas                                                       | Karte                             | |         |                  |                 |
| weitere Bilder              | St. Katharinen                                                    | Karte                             | |         |                  |                 |
| weitere Bilder              | St. Magni                                                         | Karte                             | |         |                  |                 |
| weitere Bilder              | St. Martini                                                       | Karte                             | |         |                  |                 |
| weitere Bilder              | St. Michaelis                                                     | Karte                             | |         |                  |                 |
| weitere Bilder              | St. Petri                                                         | Karte                             | |         |                  |                 |
| Stadtmauerrest Kaiserstraße | Stadtmauerrest Kaiserstraße                                       | Kaiserstraße 1–3 Karte            | Erhaltener Rest der mittelalterlichen Stadtmauer entlang des Bosselgrabens. Sie war Teil der Stadtbefestigung aus dem 12. und 13. Jahrhundert. |         |                  |                 |
| weitere Bilder              | Stadtmauerrest                                                    | Gieseler Karte                    | |         |                  |                 |
| Stadtmauerturm              | Stadtmauerturm                                                    | Echternstraße                     | Reste eines Stadtmauerturms |         |                  |                 |
| weitere Bilder              | Standort der Synagoge                                             | Alte Knochenhauerstraße           | |         |                  |                 |
| weitere Bilder              | Stechinelli-Haus                                                  |                                   | |         |                  |                 |
| Stiftsherrenhäuser          | Stiftsherrenhäuser                                                | Kleine Burg 11-12                 | |         |                  |                 |
| Stobwasserhaus              | Stobwasserhaus                                                    | Echternstraße 16 Karte            | Dreigeschossiges Wohnhaus aus Fachwerk im spätbarocken Stil. Errichtet 1789 für den Lackfabrikanten Stobwasser, im Ursprung aus der Zeit um 1600. | 1789    |                  |                 |
| weitere Bilder              | Vieweghaus                                                        | Burgplatz                         | |         |                  |                 |
| weitere Bilder              | Volksfreundhaus                                                   | Schloßstraße 8 Karte              | |         |                  |                 |
| weitere Bilder              | Von Veltheimsches Haus                                            | Burgplatz                         | |         |                  |                 |
| Vor der Burg 17             | Vor der Burg 17                                                   | Vor der Burg 17 Karte             | Ursprünglich barockes Fachwerkhaus, 1786 Umgestaltung im klassizistischen Stil. Älteste Strukturen aus dem 16. Jahrhundert. Monochrome Bemalung der Fassade.                                                                                                   |         |                  |                 |
| weitere Bilder              | Wehrgang und Wehrturm                                             | Echternstraße                     | |         |                  |                 |
| weitere Bilder              | Wohn- und Geschäftshaus Ölschlägern 27                            | Ölschlägern 27                    | Viergeschossiges, verputztes Jugendstilgebäude. Errichtet 1905 als Eckgebäude an den Straßen Ölschlägern und Schloßstraße. Schmuckelemente im Jugendstil. | 1905    |                  |                 |
| Wohnhaus Ritterstraße 19    | Wohnhaus Ritterstraße 19                                          | Ritterstraße 19 Karte             | Dreigeschossiges Mehrfamilienwohnhaus. 1890 errichtetes Gründerzeitgebäude mit Ziegelsteinfassade und wenig Schmuck. | 1890    |                  |                 |
| weitere Bilder              | Steinstraße 3, Wohnung von Abt Johann Friedrich Wilhelm Jerusalem | Steinstraße 3                     | |         |                  |                 |
| weitere Bilder              | Bürgerhaus                                                        | Ziegenmarkt 1                     | |         |                  |                 |
| weitere Bilder              | Bürgerhaus                                                        | Ziegenmarkt 2                     | |         |                  |                 |
| Bürgerhaus                  | Bürgerhaus                                                        | Ziegenmarkt 3 Karte               | |         |                  |                 |
| Bürgerhaus                  | Bürgerhaus                                                        | Ziegenmarkt 5 Karte               | |         |                  |                 |
| weitere Bilder              | Ziegenmarkt 7                                                     | Ziegenmarkt 7 Karte               | |         |                  |                 |
| weitere Bilder              | Zur Traube                                                        | Breite Straße 18                  | |         |                  |                 |